# وليام نورتون شين
وليام نورتون شين (بالإنجليزية: William Norton Shinn)‏ (و. 1782 – 1871 م) هو سياسي من الولايات المتحدة الأمريكية ولد في مقاطعة برلنغتون.
وهو عضو في الحزب الديمقراطي الأمريكي .